# 赤羽馬鹿祭り
赤羽馬鹿祭り（あかばねばかまつり）は、東京都北区赤羽で毎年4月に行われる祭りである。

## 沿革
1956年（昭和31年）に地元の商店主達が4月のエイプリルフールにちなんで勢いで開催したのが始まり。戦国時代、同地に稲付城を築き、管弦楽などの遊びを地元民にも普及させたといわれる太田道灌の偉業を讃えてのこととされる。
初期は参加商店主が何か得体の知れない物に扮装していた。『第1回赤羽馬鹿祭り』についての詳細は清野とおるのエッセイ漫画『東京都北区赤羽』で詳しく取材が成されている。2012年から『大赤羽祭』から第1回開催時と同様の『赤羽馬鹿祭り』に正式名称を変更。40万人の来場者が訪れる北区最大のイベントとなっている。2011年は東日本大震災の影響で、2020年から2022年までは新型コロナウイルス感染症の影響でそれぞれ中止になっている。